# جنان جولوه
جنان جولوه (مواليد 1981) ناشطة تركية منذ الثمانينات من القرن العشرين. حصلت على جائزة المرأة الدولية للشجاعة في عام 2021.

## حياتها
في عام 2021 كانت رئيسة الاتحاد التركي للجمعيات النسائية. نتيجة للمنظمات المنتسبة لتلك المنظمة هناك 186 فرعا وأكثر من 50000 عضو. 
حصلت على جائزة المرأة الدولية للشجاعة في عام 2021. 
وكانت السيدة الأولى الدكتورة جيل بايدن ووزير الخارجية أنطوني بلينكين قد قدمتا جائزة المرأة الشجاعة بمناسبة اليوم العالمي للمرأة . كان هناك أربعة عشر جائزة في هذا العام.

## الجوائز
- 2016 - جائزة المدير المتميز لمؤسسة المساعدة الصحية والاجتماعية (SSYV)
- 2018 - جائزة أتاتورك المتميزة لخدمة المرأة [4]
- 2020 - جائزة السفارة الكندية في تركيا لحقوق الإنسان [5]
- 2020 - الجائزة الفخرية مدى الحياة لأكاديمية كنيدوس الدولية للثقافة والفنون (UKKSA) [6]
- 2020 - جائزة المرأة الجامعية التركية "المرأة القائدة"
- 2021 - جائزة المرأة الشجاعة الدولية
- ميدالية سيزاف الذهبية